# Richie Rich (Comic)
Richie Rich ist eine Comic-Serie, die ab 1960 von Harvey Comics produziert wurde. Der erste Auftritt der gleichnamigen Hauptfigur erfolgte jedoch bereits in Little Dot 1 im September 1953.

## Figur
Richie ist ein kleiner Junge, dessen Alter nie erwähnt wird; er scheint aber im Grundschulalter zu sein. Er hat blonde, meist glatt gekämmte Haare, einen schwarzen Frack, ein weißes Hemd und eine kurze blaue Hose. An den Füßen trägt er weiße Schuhe und um seinen Hals ist eine rote Fliege gebunden. Richie hat eine reiche Familie und wohnt in einer großen Villa. Er versucht aber dennoch, gut mit anderen zurechtzukommen und seinen Reichtum für das Wohl anderer einzusetzen.

## Weitere Figuren
- Richard Rich Sr.: Er ist Richies Vater und ein sehr einflussreicher Geschäftsmann. Er scheint sogar Grundstücke auf anderen Planeten zu besitzen. Meistens trägt er eine Pfeife im Mund. Sein erster Auftritt war in Little Dot 3.
- Regina Rich: Sie ist Richies Mutter und trägt oft teure und schwere Juwelen. Ihr erster Auftritt war in Little Dot 1.
- Dollar: Er ist Richies Hund. Auf seinem Fell trägt er Muster, die wie Dollarnoten aussehen.
- Reginald „Reggie“ Van Dough Jr.: Reggie ist Richies Vetter, aber im Gegensatz zu diesem, hält er sich für besser als andere Leute. Er liebt es, anderen Leuten Streiche zu spielen. Bei einer Auseinandersetzung mit Richie ist es meist Reggie, der den Streit anfängt, aber auch meist derjenige, der am Ende den Kürzeren zieht. Sein erster Auftritt war in Little Dot 2.
- Gloria Glad: Gloria ist Richies Freundin. Sie ist meistens rothaarig, wird manchmal aber auch blond dargestellt. Beide sind sehr ineinander verliebt, aber Gloria mag es nicht, wenn ihr Richie teure Geschenke macht, weil ihr das zu sehr wie Angeberei erscheint.
- Mayda Munny: Mayda ist wie Richie aus reichem Hause und unsterblich in ihn verliebt. Gloria dagegen kann sie überhaupt nicht leiden, da ein gewöhnliches Mädchen wie sie ihrer Meinung nach nicht zu Richie passt. Mayda hat schwarze Haare und trägt meistens rote Kleider. Ihr erster Auftritt war in Little Dot 33.
- Freckles und Pee-Wee: Diese beiden Brüder sind Richies beste Freunde; stammen aber im Gegensatz zu ihm aus einer armen Familie. Dennoch haben sie viel Spaß mit Richie. Pee-Wee, der Jüngste der beiden, sagt nie etwas. Ihr erster Auftritt war in Little Dot 2.
- Cadbury C. Cadbury: Er ist der treue Butler im Hause Rich. Als gebürtiger Brite legt er großen Wert auf Umgangsformen und 5-Uhr-Tee. Cadbury wirkt steift und zerbrechlich, kann aber auch kämpfen, weshalb er meist als Richies Leibwächter agiert.
- Irona: Sie ist Dienstmädchen im Hause Rich und außerdem ein Roboter. Dennoch agiert sie oft wie eine Person. Irona ist sehr stark und hilft Richie oft; vor allem, wenn dieser aufgrund eines Lösegelds entführt wird. Sie kann sich zudem mit elektronischen Geräten unterhalten.
- Bascomb: Er ist Chauffeur im Hause Rich.
- Chef Pierre: Er ist der Chefkoch im Hause Rich und ein Meister seines Fachs. Es ärgert ihn allerdings, wenn Dollar etwas aus der Küche stiebitzt.
- Schwester Jenny: Sie ist die persönliche Krankenschwester im Hause Rich.
- Professor Keenbean: Dieser geniale Wissenschaftler entwickelt beeindruckende Geräte für Richies Vater. Sein größtes Problem ist jedoch, dass zwielichtige Gestalten oft versuchen, seine Geräte für ihre üblen Pläne zu missbrauchen.
- Jackie Jokers: Jackie ist ein Schauspieler in Richies Alter und auch ein guter Freund von ihm. Er ist sehr vielseitig talentiert, als Verkleidungskünstler oder Bauchredner. Lediglich Musik ist sein Schwachpunkt.
- Little Audrey, Little Dot und Little Lotta: Diese drei Mädchen stammen aus ihren eigenen Comicserien, die auch von Harvey Comics produziert werden. Hin und wieder besuchen sie Richie und auch er stattet ihnen in deren Comics ab und zu einen Besuch ab. Little Audrey will es meistens allen recht machen, was aber nie so klappt, wie sie möchte. Little Dot ist total von Punkten fasziniert und treibt ihre Mitmenschen damit oft zur Verzweiflung. Little Lotta ist für ihr Alter ungewöhnlich groß und kräftig und kann unglaubliche Mengen essen. Sie ist Little Dots beste Freundin.

## Comic-Auftritte
- Richie Rich
- Richie Rich and Cadbury
- Richie Rich and Friends
- Richie Rich and Gloria
- Richie Rich and Casper
- Richie Rich and his Girlfriends
- Richie Rich Zillionz

## Digitale Auftritte
- Richie Rich (1980), Richie wird von Sparky Marcus synchronisiert
- Richie Rich (1994), Richie wird von Macauly Culkin dargestellt
- Richie Rich (1996), Richie wird von Katie Leigh synchronisiert; Irona ebenso
- Richie Rich (2015), Richie wird von Jake Brennan dargestellt
- Harvey Street Kids (2018), Richie wird von Jack Quaid synchronisiert